# حیف که او بدذات است
حیف که او بدذات است (ایتالیایی: Peccato che sia una canaglia) فیلمی ایتالیایی در سبک کمدی به کارگردانی آلساندرو بلازتی است که در سال ۱۹۵۴ منتشر شد. از بازیگران آن می‌توان به مارچلو ماسترویانی، سوفیا لورن، ویتوریو دسیکا و ممو کاروتنوتو اشاره کرد.